# Little Fitzroy River
Little Fitzroy River är ett vattendrag i Australien. Det ligger i delstaten Western Australia, omkring 1 900 kilometer nordost om delstatshuvudstaden Perth.
Omgivningarna runt Little Fitzroy River är i huvudsak ett öppet busklandskap. Trakten runt Little Fitzroy River är nära nog obefolkad, med mindre än två invånare per kvadratkilometer. Genomsnittlig årsnederbörd är 764 millimeter. Den regnigaste månaden är januari, med i genomsnitt 180 mm nederbörd, och den torraste är augusti, med 1 mm nederbörd.